# SCADTA
La SCADTA, ou société colombo-allemande de transport aérien (en espagnol : Sociedad Colombo Alemana de Transporte Aéreo), a été la deuxième compagnie aérienne créée au monde et la première en Amérique. Fondée le 5 décembre 1919, elle cesse ses activités lors de la Seconde Guerre mondiale. Durant la guerre, elle fusionne avec la Servicio Aéreo Colombiano (es) pour former Avianca en 1940.

## Historique

### Naissance
La SCADTA naît du souhait d'un ingénieur pilote allemand, Fritz Hammer, de créer une entreprise de transport aérien en Amérique. Un de ses contacts à Barranquilla, l'Allemand Werner Kaemmerer, rend alors visite au banquier Ernesto Cortissoz (es) afin de présenter ce projet qui reçoit soutien et enthousiasme,. Sous l'impulsion de Cortissoz, des partenaires se rallient à cette entreprise intrépide et indécise pour l'époque. Le groupe est finalement composé de  cinq hommes d'affaires de la côte caraïbe colombienne, Ernesto Cortissoz, Rafael María Palacios, Cristóbal Restrepo, Jacobo Álvarez Correa et Arístides Noguera, ainsi que de trois entrepreneurs allemands, Albert Tietjen, Stuart Hosie y Werner Kaemmerer.
Finalement, le 5 décembre 1919, la SCADTA (Sociedad Colombo-Alemana de Transportes Aéreos), une société colombo-allemande de transports aériens, voit le jour à Barranquilla. Fondée par un groupe de banquiers et de commerçants, il s'agit de la première société de ce type créée en Colombie et la deuxième au monde. Ernesto Cortissoz en est le premier président.
Avec l'argent des huit pionniers, Kaemmerer retourne au début de l'année 1920 en Allemagne et Hammer décide d'acheter deux hydravions Junkers, qui sont ensuite acheminés jusqu'à Barranquilla à bord d'un navire hollandais. Ils engagent également le pilote Hellmuth Von Khron et l'ingénieur en mécanique Wilhelm Schnurbusch.

### Les débuts

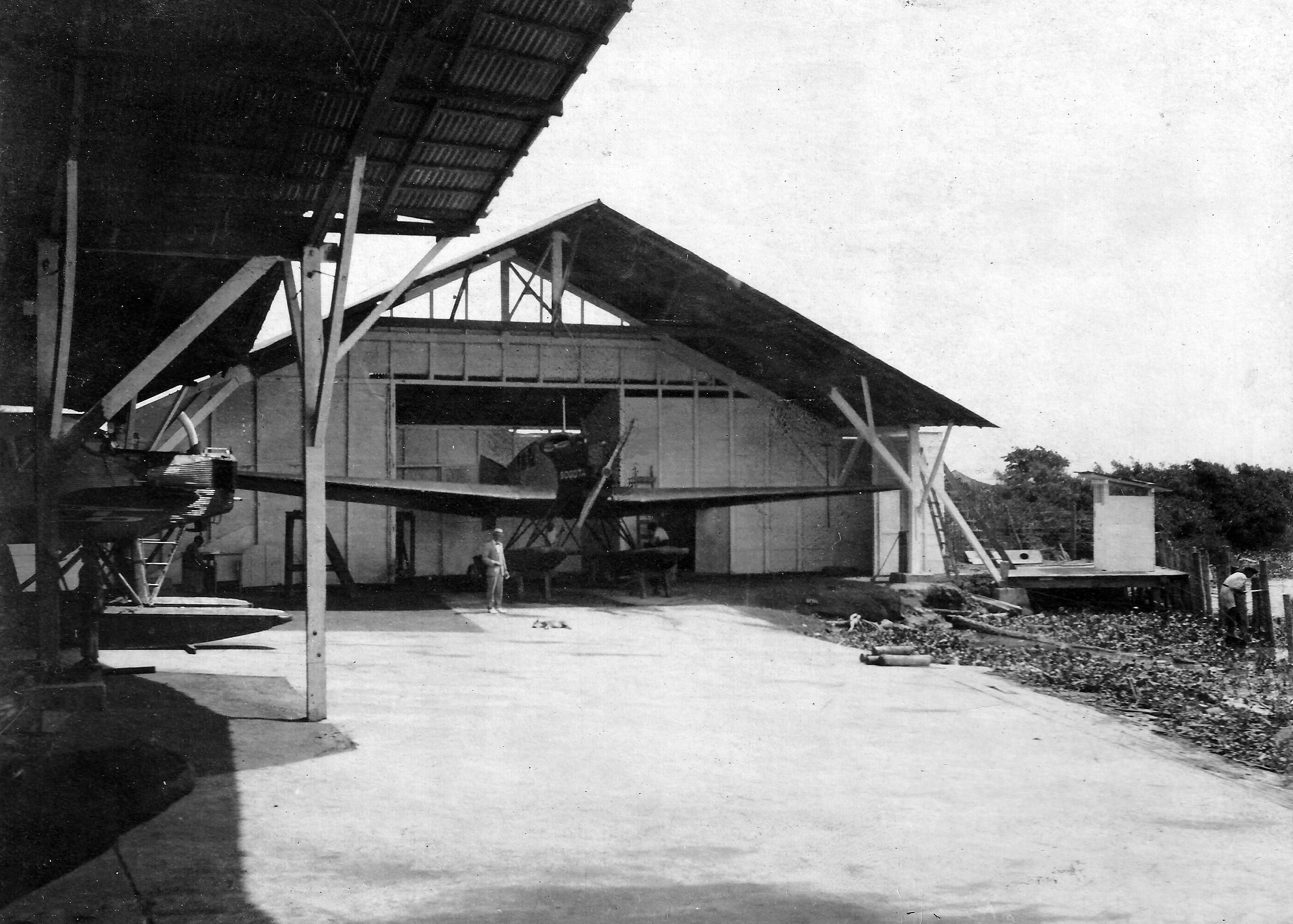
Hangars de la SCADTA en 1920 à Barranquilla.

Le premier vol de la SCADTA est réalisé le 12 septembre 1920, entre Barranquilla et Puerto Berrío.
Lors de ses premières années d'existence, deux faits marquants peuvent être signalés. En août 1922, Pedro Nel Ospina devient le premier chef d'État à utiliser un avion lors d'une mission officielle et le 19 juillet 1923, pour sauver le pays de la faillite, la SCADTA transporte une cargaison d'or et de papier monnaie entre Puerto Berrio et Girardot.
En 1925, la SCADTA réalise avec un Dornier Do J Wal le premier vol entre l'Amérique Latine et les États-Unis, partant de Barranquilla pour atterrir à Palm Beach.

### Acquisition par la Pan American World Airways

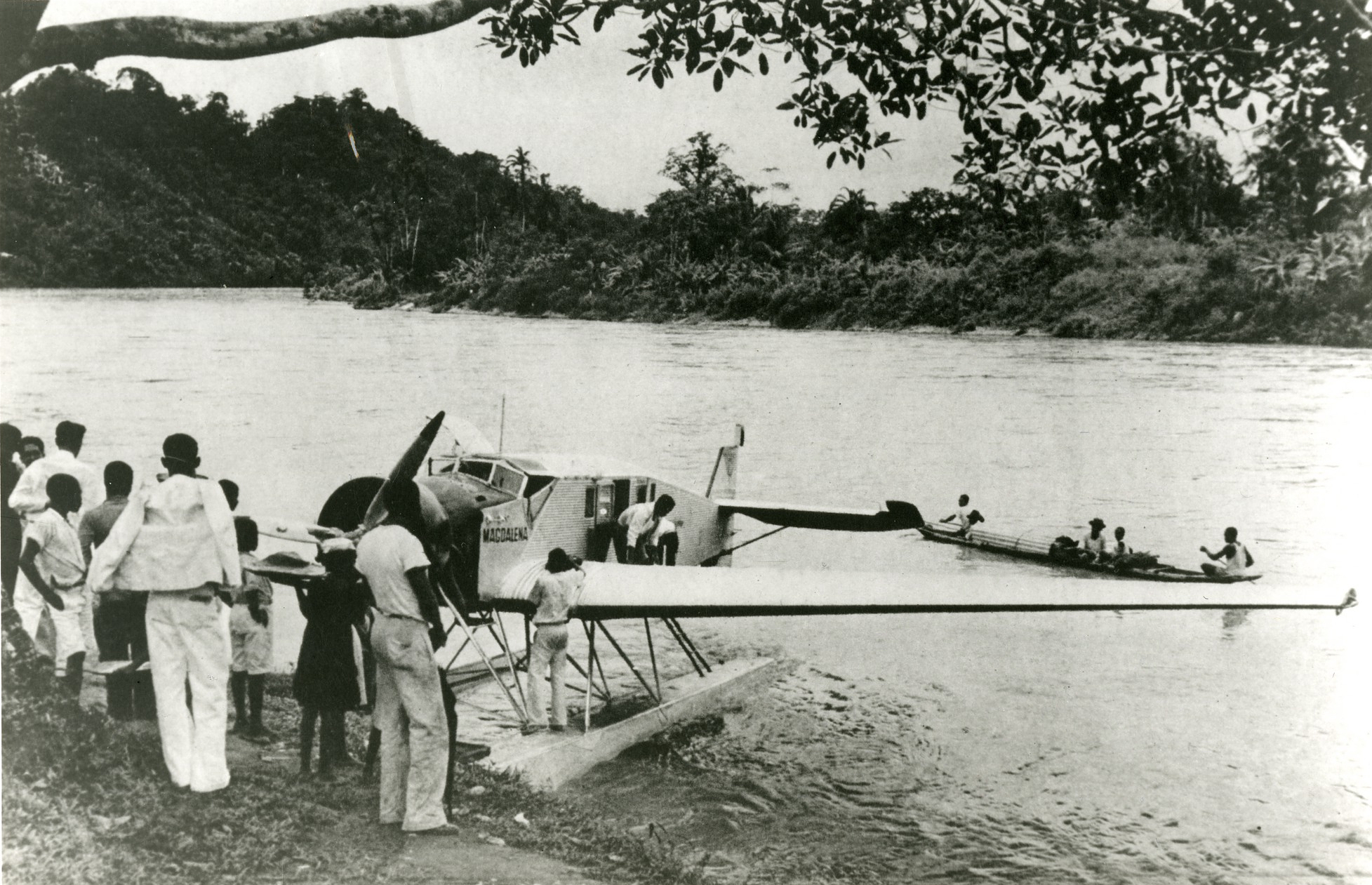
Junkers W 34 de la SCADTA, sur le río Magdalena (vers 1920).

En 1931, la Pan American Airways, Incorporated acquiert la majorité du capital de la compagnie. À ce stade, la majorité des pilotes, techniciens et administrateurs sont allemands ou autrichiens, même s'ils ont pour la plupart vécus pendant des années en Colombie. Certains pilotes sont encore réservistes pour la Luftwaffe. Les États-Unis craignent que les pilotes de la SCADTA soient engagés dans des opérations d'espionnage ou puissent comploter pour transformer certains avions en bombardiers ayant pour ordre d'attaquer le canal de Panama. Fondée en 1927, la compagnie américaine fut conçue en réaction à l'expansion de SCADTA, opérant initialement comme desserte aérienne entre la Floride et Cuba,.
Le gouvernement colombien ne s'inquiète pas outre mesure de la SCADTA et ne remet pas en cause la loyauté des pilotes allemands. Cependant, afin de se soumettre aux demandes américaines, la Colombie passe des lois demandant aux compagnies aériennes d'employer plus de citoyens colombiens et demandant que 51 % des actions des entreprises soient détenues par des Colombiens. Des restrictions sont également mises en place pour les pilotes allemands. Ainsi, au moins un pilote sur chaque avion doit être colombien et des dispositifs de localisation sont placés sur tous les appareils de la SCADTA afin que le gouvernement puisse contrôler leur position.

### Fin de la SCADTA
Le gouvernement colombien saisit les biens de la SCADTA le 8 juin 1940. Après des négociations difficiles entre le gouvernement colombien, les États-Unis et les investisseurs nationaux, un accord aboutit à la fusion entre la SCADTA et la Servicio Aéreo Colombiano (en), une entreprise détenue à 75% par l'État colombien et le reste à des investisseurs d'Antioquia. La nouvelle compagnie nationale d'aviation, créée le 14 juin 1940 et dont Pan American conserve la majorité des actions, s'appelle Aerovías Nacionales de Colombia, plus connue sous l'acronyme Avianca. À cette occasion, le personnel allemand, y compris ceux qui avaient obtenu la nationalité colombienne, est expurgé de la société.

## Activités

### Transports de passagers
Grâce à la SCADTA, le temps de trajet entre Barranquilla et Bogota passe de quatorze jours en bateau fluvial à dix heures en avion, les voyageurs atterrissant à Girardot avant de terminer leur déplacement en train. Entre 1921 et 1925, environ 5 000 passagers prennent ainsi ce vol.
Le nombre de passagers transportés par la SCADTA passent de 12 en 1920 à 4 791 en 1930.
Les prix initiaux des tickets pour les trajets sont les suivants :
- Bogota - Barranquilla : 75 pesos ;
- Bogota - Carthagène des Indes : 85 pesos ;
- Bogota - Cartago : 35 pesos ;
- Bogota - Cali : 50 pesos.

### Transports de marchandises et de poste
La SCADTA, qui ne perçoit pas de subventions, est autorisée à ouvrir ses propres bureaux de poste en Colombie et à émettre des timbres privés. Reconnus officiellement, ces derniers seront même vendus dans plusieurs consulats colombiens d'Europe. Grâce à un réseau très ramifié qu'elle parvient à développer, la SCADTA transporte ainsi environ 5 600 tonnes de courrier entre 1921 et 1938. Comptant 70 bureaux de poste en 1932, la société assure également la remise du courrier au destinataire final, en associant si besoin au transport aérien une distribution par mule ou par coureur indien.
Le 16 juillet 1931, elle réalise le premier service de courrier entre Bogota et New York. 

### Autres activités

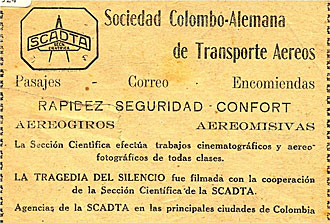
Annonce du film par la SCADTA dans la revue Cine Colombia en mai 1924.

Pour La tragedia del silencio, un long métrage muet colombien en noir et blanc réalisé par Arturo Acevedo Vallarino en 1924, le tirage photographique est effectué par la section scientifique de la SCADTA.

## Infrastructures

### Aéroports
L'aéroport de Veranillo, dont les premières installations aéronautiques sont construites en 1920 et qui est utilisé par la SCADTA jusqu'à l'inauguration de l'aéroport de Soledad en 1936, est la première infrastructure de ce genre en Colombie.

### Flotte
En juillet 1920, la société acquiert deux hydravions Junkers F 13, ce qui lui permet de réaliser ses premiers vols d'essai. Se développant rapidement, elle accroît sa flotte avec vingt nouveaux Junkers,. Vers la fin des années 1930, SCADTA achète dix Boeing 247D afin d'étendre son réseau de lignes intérieures. En octobre 1939, elle fait l'acquisition de Douglas DC-3 qui peuvent atteindre une vitesse de 200 miles par heure,, ainsi que des Douglas DC-4 et C-54 (en), ce qui lui  permet d’étendre ses liaisons internationales vers Quito, Lima, Panama, Miami et enfin à l'Europe.